# Ratchet & Clank: QForce
Ratchet & Clank: QForce, conosciuto come Ratchet & Clank: Full Frontal Assault in America, è un videogioco a piattaforme spin-off della serie Ratchet & Clank, sviluppato dalla Insomniac Games e pubblicato dalla Sony Computer Entertainment. È stato annunciato al Gamescom 2012. In Europa è uscito il 28 novembre 2012.

## Trama
Nave spaziale Phoenix II. Ratchet e Clank fanno compagnia al fallito Capitano Qwark, terribilmente depresso perché non è riuscito a vincere di nuovo le elezioni di presidente. L'unico modo per farlo rinvigorire sarebbe un'altra avventura. L'occasione si presenta quando un misterioso individuo con una maschera sfida Qwark a riprendere tre pianeti da lui conquistati. Qwark, ripresosi per la sfida, accetta la proposta e ricostituisce la QForce (una forza di difesa fondata da lui) insieme a Ratchet e Clank. Il loro obbiettivo è quello di attivare i Centri di Difesa Planetaria in modo che i pianeti conquistati saranno al sicuro. Messo in salvo il primo pianeta nella Raffineria Korgon, il misterioso individuo si presenta: egli è Stuart Zurgo, un tempo grande fan del Capitano Qwark, ma quando scoprì che le sue vittorie erano truccate e che il più delle volte combinava disastri cominciò a odiarlo; la goccia che fece traboccare il vaso, però, era che anche se Qwark sbagliava qualcosa la galassia lo perdonava sempre. 
Indispettito di questo Stuart si convinse che non esistono i veri eroi, e che l'avrebbe fatta pagare molto cara a Qwark. Il trio procede per gli altri due pianeti, attraverso la Città nascosta di Balkai e il Raccogliplasma Grummelnet. Sembra che la QForce abbia vinto; tuttavia al trio giunge una richiesta di emergenza da parte del loro amico idraulico di Novalis, che, per colpa di un guasto alla sua nave, è rimasto sul pianeta per tutto il tempo. Una volta riparata la nave, dai discorsi dell'idraulico, Ratchet ha dei dubbi, in quanto lui si trovava con loro sulla Phoenix; ciò lo mette in allarme, e quando ritornano alla nave la trovano distrutta. Un ologramma di Zurgo spiega che li aveva da sempre spiati per tutto il tempo, e che nel frattempo ha creato un virus nei Centri di Difesa Planetari attivati precedentemente: le invasioni servivano per distrarre Ratchet, Clank e Qwark dal suo vero obbiettivo, ovvero attivare un sistema meteo in grado di manipolare il clima dei pianeti, che rimarranno sotto il suo controllo; a complicare le cose Zurgo si finge Qwark e riferisce al quartier generale dei suoi piani, e che il solo modo per fermarli è ucciderlo. 
Preso dalla vittoria orma sua, Zurgo se ne va. Ma la QForce non si arrende: prima che l'immagine di Qwark venga infangata spacciandolo per un criminale, fermeranno Zurgo in tempo. Vanno sull'altro lato del primo pianeta visitato, nella città di Ebaro, che per colpa del sistema meteo è tormentata da continue tempeste di neve. Ratchet, Clank e Qwark riescono a disattivare il sistema meteo e il Centro di Difesa Planetario in modo che lo ripristineranno, e attraverso esso gli altri due. A questo punto non resta che affrontare Zurgo. Lo raggiungono nel suo covo, dove li fronteggia con un robot dalle fattezze del Capitano Qwark, ma alla fine riescono a sconfiggerlo. Zurgo è incredulo, in quanto un incapace come Qwark e la sua QForce siano riusciti a fermarlo, e gli domanda come abbia fatto: per tutta risposta Qwark gli sferra un bel pugno e gli dice: "Non sono uno che vive ancora con mamma e papà", per il fatto che prima della battaglia la mamma di Zurgo lo aveva chiamato per mangiare il suo minestrone. Qwark è finalmente contento di aver vissuto un'avventura tutta sua, anche grazie all'aiuto di Ratchet e Clank; ora non resta che portare Zurgo al Centro di Difesa Planetario e smentire le sue bugie sul Capitano Qwark.

## Modalità di gioco
Ratchet & Clank: QForce mantiene nella modalità di gioco alcune parti classiche della serie, come per esempio la visuale in terza persona e l'armamentario, introducendo però anche la "tower defence", ossia la difesa della propria base durante la campagna principale attraverso l'uso dell'arsenale di Ratchet. Il gioco si sviluppa in cinque livelli ambientati in tre diversi pianeti. I personaggi giocabili sono Ratchet, Clank e il Capitano Qwark.È possibile giocare in modalità giocatore singolo, ma è consigliato giocarlo in modalità multigiocatore.

## Doppiaggio
| Personaggio    | Doppiatore originale   | Doppiatore italiano |
| -------------- | ---------------------- | ------------------- |
| Ratchet        | James Arnold Taylor    | Alessandro Rigotti  |
| Clank          | David Kaye             | Aldo Stella         |
| Capitano Qwark | Jim Ward               | Gianni Gaude        |
| Barry          | Mikey Kelley           | Lorenzo Scattorin   |
| Stuart Zurgo   | Richard Steven Horvitz |                     |
| Idraulico      | Jess Harnell           | Andrea De Nisco     |